# إموري ريتشارد جونسون
إموري ريتشارد جونسون (بالإنجليزية: Emory Richard Johnson) هو اقتصادي أمريكي، ولد في 22 مارس 1864 في واوبون في الولايات المتحدة، وتوفي في 1950.